# أرويو غراندي
أررويو غراندي (بالإنجليزية: Arroyo Grande)‏ هي إحدى مدن مقاطعة سان لويس أوبيسبو، كاليفورنيا. تم إعطاءها لقب مدينة في 10 يوليو، 1911.

## المناخ
يظهر الجدول التالي التغييرات المناخية على مدار السنة لأرويو غراندي:
| البيانات المناخية لـأرويو غراندي                                            | البيانات المناخية لـأرويو غراندي | البيانات المناخية لـأرويو غراندي | البيانات المناخية لـأرويو غراندي | البيانات المناخية لـأرويو غراندي | البيانات المناخية لـأرويو غراندي | البيانات المناخية لـأرويو غراندي | البيانات المناخية لـأرويو غراندي | البيانات المناخية لـأرويو غراندي | البيانات المناخية لـأرويو غراندي | البيانات المناخية لـأرويو غراندي | البيانات المناخية لـأرويو غراندي | البيانات المناخية لـأرويو غراندي | البيانات المناخية لـأرويو غراندي |
| الشهر                                                                       | يناير                            | فبراير                           | مارس                             | أبريل                            | مايو                             | يونيو                            | يوليو                            | أغسطس                            | سبتمبر                           | أكتوبر                           | نوفمبر                           | ديسمبر                           | المعدل السنوي                    |
| --------------------------------------------------------------------------- | -------------------------------- | -------------------------------- | -------------------------------- | -------------------------------- | -------------------------------- | -------------------------------- | -------------------------------- | -------------------------------- | -------------------------------- | -------------------------------- | -------------------------------- | -------------------------------- | -------------------------------- |
| الدرجة القصوى °ف (°م)                                                       | 85 (29)                          | 90 (32)                          | 90 (32)                          | 101 (38)                         | 100 (38)                         | 99 (37)                          | 104 (40)                         | 108 (42)                         | 100 (38)                         | 99 (37)                          | 91 (33)                          | 92 (33)                          | 108 (42)                         |
| متوسط درجة الحرارة الكبرى °ف (°م)                                           | 60 (16)                          | 61 (16)                          | 62 (17)                          | 64 (18)                          | 65 (18)                          | 66 (19)                          | 66 (19)                          | 67 (19)                          | 68 (20)                          | 67 (19)                          | 65 (18)                          | 60 (16)                          | 64 (18)                          |
| متوسط درجة الحرارة الصغرى °ف (°م)                                           | 45 (7)                           | 46 (8)                           | 47 (8)                           | 48 (9)                           | 50 (10)                          | 52 (11)                          | 54 (12)                          | 55 (13)                          | 54 (12)                          | 52 (11)                          | 48 (9)                           | 44 (7)                           | 50 (10)                          |
| أدنى درجة حرارة °ف (°م)                                                     | 24 (−4)                          | 28 (−2)                          | 23 (−5)                          | 31 (−1)                          | 30 (−1)                          | 37 (3)                           | 38 (3)                           | 39 (4)                           | 35 (2)                           | 32 (0)                           | 29 (−2)                          | 24 (−4)                          | 23 (−5)                          |
| معدل هطول الأمطار إنش (مم)                                                  | 3.04 (77)                        | 3.96 (101)                       | 3.04 (77)                        | 1.14 (29)                        | 0.41 (10)                        | 0.07 (1.8)                       | 0.03 (0.76)                      | 0.07 (1.8)                       | 0.14 (3.6)                       | 0.87 (22)                        | 1.52 (39)                        | 2.73 (69)                        | 17.02 (432)                      |
| المصدر: http://www.weather.com/weather/wxclimatology/monthly/graph/USCA0045 |                                  |                                  |                                  |                                  |                                  |                                  |                                  |                                  |                                  |                                  |                                  |                                  |                                  |

## أعلام
- أديلا روجرز سانت جونز
- نيل ترافيس
- روبرت هنتر